# Diboly
Diboly ou Diboli est une localité, chef-lieu de la commune malienne de Falémé et chef-lieu d'arrondissement dans le cercle de Ambidédi et la région de Kayes au Mali.

## Géographie
La localité de Diboli frontalière du Sénégal est située sur la rive droite de la Falémé, face à la localité sénégalaise de Kidira sur la rive opposée, et sur la route nationale RN 1 (axe Kayes-Tambacounda) à 53 km à l'ouest du chef-lieu de cercle Ambidédi Poste.

## Population
Lors du recensement général de 2009, la localité compte 3 566 habitants.

## Infrastructures et services
Lors du recensement de 2009, la localité est desservie par les services suivants :
- deux écoles
- une formation sanitaire
- une pharmacie
- un marché
- deux stations-services routières
- 7 points d'eau